# بلييوس
بلييوس (بالروسية: Плёс) هي إحدى مدن روسيا في الكيان الفدرالي الروسي إيفانوفو أوبلاست.

## أعلام
- ليف بوريسوف